# Jean-Baptiste Bertrand
Jean-Baptiste Bertrand (også James Bertrand, født 25. marts 1823 i Lyon, død 26. september 1887) var en fransk maler. 
Bertrand studerede i Lyon, Paris og Rom, malede scener af romersk folkeliv og slog især igennem med Den hellige Benedikts kommunion (1859). I den sidste snes år malede han især bekendte yndefulde kvindeskikkelser (fra historiens, mytologiens og litteraturens verden) af tragisk-erotisk natur (Ofelia, Margrethe etc.). De vakte meget behag og blev yderst populære gennem talrige gengivelser. 
| - Værker af Jean-Baptiste Bertrand - Johann Jakob Hauer (en) portrætterer Charlotte Corday, ca. 1860 - Jorden rundt: ny rejsedagbog, 1860 Le tour du monde : nouveau journal des voyages - Den kejserlige yacht L'Aigle transporterer kejserinden og den kejserlige prins til Korsika, 1869. - Ofelia, 1876 (En af Shakespeares karakterer) - Ofelia. Fra Die Gartenlaube, udgivelsesdato 1885 - Kvinder fra Alvito på pilgrimsrejse til Peterskirken i Rom, ukendt dato Donne di Alvito in pellegrinaggio a San Pietro a Roma - Ved helligdommen, ukendt dato At the Shrine - Meditation, ukendt dato - Andrew Vesalius (en) udfører en obduktion, ukendt dato André Vésale faisant une autopsie - Kristne fjerner ligene af martyrer fra Tiberen, ukendt dato Chrétiens Retirant Du Tibre Les Corps Des Martyrs - Trubadur, ukendt dato - Østrigerne forlader fæstningen Mantova (en), ukendt dato Partenza degli austriaci dalla fortezza di Mantova |

| - Romeo og Julie – Maleri af Bertrand \| Xylografi af Mate - Maleri af Bertrand Juliette et Roméo morts, couchés l'une sur l'autre - Xylografi efter Bertrands maleri Xylographie de Vassili Mate d'après James Bertrand / Juliette et Roméo morts, couchés l'une sur l'autre. |